# Ātanaḫ-Šamaš
Der Name Ātanaḫ-Šamaš (Atanach-Schamasch) taucht in zwei mittelabaylonischen Texten aus Dur Kurigalzu auf (Raum 5 von „Unit C“, Tell el-Abyad). Sie wurden von einigen Forschern als die Namen kassitischer Könige interpretiert. Die Namensform ist rein babylonisch, es könnte sich aber auch um die Übersetzung eines kassitischen Namens handeln. Jaritz (1957) will Ātanaḫ-Šamaš daher mit dem babylonischen König Schagarakti-Schuriasch identifizieren.